# Titularerzbistum Larissa in Thessalia
Larissa in Thessalia (ital.: Larissa di Tessalia) ist ein Titularerzbistum der römisch-katholischen Kirche.
Es geht zurück auf ein früheres Bistum der gleichnamigen antiken Stadt in der römischen Provinz Macedonia bzw. Thessalia in Griechenland. 
| Titularerzbischöfe von Larissa in Thessalia |                                                           |                                                                                    |                    |                    |
| Nr.                                         | Name                                                      | Amt                                                                                | von                | bis                |
| 1                                           | Onorato Visconti                                          |                                                                                    | 10. Juni 1630      | 1652               |
| 2                                           | Antonio Pignatelli del Rastrello                          | Apostolischer Nuntius                                                              | 14. Oktober 1652   | 4. Mai 1671        |
| 3                                           | Johann Hugo von Orsbeck                                   | Koadjutorerzbischof von Trier (Deutschland)                                        | 12. Dezember 1672  | 1. Juni 1676       |
| 4                                           | Baldassare Cenci                                          |                                                                                    | 27. August 1691    | 20. November 1697  |
| 5                                           | Francesco Acquaviva d’Aragona                             | Apostolischer Nuntius in Spanien                                                   | 2. Dezember 1697   | 8. Juni 1707       |
| 6                                           | Giovanni Battista Anguisciola                             |                                                                                    | 25. Juni 1706      | 1707               |
| 7                                           | Pier Luigi Carafa                                         |                                                                                    | 27. März 1713      | 15. November 1728  |
| 8                                           | Troiano Acquaviva d’Aragona                               |                                                                                    | 14. August 1730    | 17. November 1732  |
| 9                                           | Giovanni Saverio di Leoni                                 | emeritierter Bischof von Melfi-Rapolla (Italien)                                   | 2. Dezember 1733   | 5. März 1735       |
| 10                                          | Bernardo Froilán Saavedra Sanjurjo                        | Koadjutorerzbischof von Toledo (Spanien)                                           | 27. Februar 1736   | 31. Mai 1742       |
| 11                                          | Pedro Clemente de Aróstegui (Pedro Clemente de Aristegui) | Koadjutorerzbischof von Toledo (Spanien)                                           | 30. Juli 1742      | 16. September 1748 |
| 12                                          | Biagio Paoli                                              |                                                                                    | 18. März 1750      |                    |
| 13                                          | Francesco Saverio Passari                                 |                                                                                    | 18. September 1786 | 4. Juni 1808       |
| 14                                          | Salvatore Maria Caccamo OESA                              |                                                                                    | 4. September 1815  | 21. Mai 1827       |
| 15                                          | Francesco Canali                                          | emeritierter Bischof von Tivoli (Italien)                                          | 21. Mai 1827       | 23. Juni 1834      |
| 16                                          | François-Marie-Benjamin Richard de la Vergne              | Koadjutorerzbischof von Paris (Frankreich)                                         | 5. Juli 1875       | 8. Juli 1886       |
| 17                                          | João Rebello Cardoso de Menezes                           | Koadjutorbischof von Lamego (Portugal)                                             | 14. März 1887      | 1890               |
| 18                                          | Agostino Ciasca OESA                                      | Kurienerzbischof                                                                   | 1. Juni 1891       | 22. Juni 1899      |
| 19                                          | Diomede Angelo Raffaele Gennaro Falconio OFM              | Apostolischer Delegat in Kanada / Apostolischer Delegat in den Vereinigten Staaten | 30. September 1899 | 30. November 1911  |
| 20                                          | Carlo Montagnini                                          | Apostolischer Delegat in Kolumbien                                                 | 31. März 1913      | 24. Oktober 1913   |
| 21                                          | Antonio Maria Grasselli OFMConv                           | emeritierter Bischof von Viterbo und Tuscania (Italien)                            | 30. Dezember 1913  | 1. Februar 1919    |
| 22                                          | Felipe Arginzonis y Astobiza OCD                          | emeritierter Erzbischof von Verapoly (Indien)                                      | 18. Dezember 1918  | 5. Mai 1933        |
| 23                                          | Domenico Spolverini                                       | Rektor des Päpstlichen Römischen Priesterseminar                                   | 22. Mai 1933       | 19. Juli 1939      |
| 24                                          | José Horacio Campillo Infante                             | emeritierter Erzbischof von Santiago de Chile (Chile)                              | 29. Juli 1939      | 14. Juni 1956      |
| 25                                          | Antonio Giordani                                          |                                                                                    | 3. August 1956     | 27. April 1960     |
| 26                                          | Giuseppe Mojoli                                           | Apostolischer Internuntius Apostolischer Nuntius                                   | 27. September 1960 | 9. März 1980       |